# Mononyk
Mononyk (Mononykus) – rodzaj teropoda z rodziny alwarezaurów (Alvarezsauridae); jego nazwa znaczy "pojedynczy szpon".
Żył w okresie późnej kredy (ok. 75–70 mln lat temu) na terenach centralnej Azji. Długość ciała ok. 1–1,5 m, wysokość ok. 70 cm. Skamieniałości Mononykus znaleziono w Mongolii. Kiedy naukowcy odnaleźli jego szczątki, sądzili, że mają do czynienia z prymitywnym ptakiem. Zwierzę miało małe zęby oraz ogon kostny, ale z mostka wyrastał niewielki grzebień. Z pewnością mononyk nie potrafił latać. Należał on do alwarezaurów – tajemniczej grupy teropodów o niepewnych pochodzeniu i klasyfikacji. Początkowo ta grupa teropodów została uznana za spokrewnioną z kladem Ornithomimosauria. Później zostały one uznane za przedstawicieli kladu Avialae a następnie za nielotne ptaki na podstawie kilku cech ptasich jak np. budowy mostka typowej dla ptaków paleognatycznych czy cech czaszki typowych dla neognatycznych. Wielu badaczy np. Ostrom (1994) czy Sereno (1997) skrytykowało przynależność alwarezaurów do kladu Avialae. Analiza Paula Serena z 1999 zaklasyfikowała alwarezaury jako bliżej spokrewnione z ornitomimozaurami niż ptakami. Najstarsze alwarezaury nie mają owych cech uważanych za ptasie co dowodzi, że są powstały one w wyniku konwergencji, a nie zostały odziedziczone po wspólnych z ptakami przodkach. Po odkrycia Ceratonykus, autorzy jego opisu podali w wątpliwość przynależność alwarezaurów do teropodów, jednak to także spotkało się z krytyką.
Był opierzonym, szybko biegającym przedstawicielem celurozaurów. Większość małych dinozaurów z podrzędu teropodów miała długie kończyny przednie oraz długie i chwytne dłonie. Mononyk i jego krewni stanowili wyjątek. Mononyk miał bardzo sprawne kończyny tylne, natomiast przednie były bardzo krótkie, a dłonie zredukowane do jednego palca. Drugi palec kończyny przedniej jest trudnym do zauważenia niekształtnym tworem.